# آبرالیا
آبرالیا (نام علمی: Abralia) نام یک سرده از راسته ماهی مرکب است که ۲۰ گونه را دربرمی‌گیرد.